# Antigo
Antigo ist eine Gemeinde (mit dem Status „City“) und Verwaltungssitz des Langlade County im US-amerikanischen Bundesstaat Wisconsin. Das U.S. Census Bureau hat bei der Volkszählung 2020 eine Einwohnerzahl von 8100 ermittelt.
Antigo ist des Zentrum eines Land- und Forstwirtschaftdistrikts und die lokalen Erzeugnisse sind hauptsächlich Bauholz, Möbel, Zargen, Türen und Fensterläden, Radnaben und -speichen und andere Holzprodukte.

## Name
Nequi-Antigo-sebi stammt aus der Ojibwe-Sprache; bedeutet „Quellfluss“ oder „immergrün“; und wurde von den Anishinabe als Name des durch die Region fließenden Flusses verwendet.

## Geschichte
Der Ort wurde 1878 von Francis A. Deleglise gegründet. Die Blockhütte Deleglises ist als Museumsattraktion im Langlade County Museum erhalten. Die große Fläche ebenen Landes, gut gewachsene Nutzwälder sowie die Ergiebigkeit des Bodens rund um Antigo lockten bald mehr Siedler an. Antigo erhielt 1883 seine Gründungsurkunde. Zu Beginn des 20. Jahrhunderts war Antigo für seine Sägemühlen bekannt. Einhundert Jahre danach gibt es ein ökonomisches Gleichgewicht zwischen Industrie, Land- und Forstwirtschaft.

## Geografie
Antigo liegt auf 45°8' nördlicher Breite und 89°9' westlicher Länge, erstreckt sich über 16,8 km² und liegt auf einem Plateau, 457 Meter über dem Meeresspiegel.
Durch Antigo führt in Nord-Süd-Richtung der U.S. Highway 45 sowie die Wisconsin Highways 5, 47, 52 und 64. Der Langlade County Airport liegt 4 km nordöstlich der Stadt. Die Stadt ist an das Schienennetz der Chicago and North Western Railway angebunden.
Die nächstgelegenen größeren Städte sind Wausau (ca. 50 km südwestlich) und Green Bay (ca. 130 km südöstlich). Die Hauptstadt des Bundesstaates, Madison liegt ca. 230 km südlich von Antigo.

## Bevölkerung
Nach der Volkszählung im Jahr 2010 lebten in Antigo 8234 Menschen in 3613 Haushalten. Die Bevölkerungsdichte betrug 493,1 Einwohner pro Quadratkilometer. In den 3613 Haushalten lebten statistisch je 2,21 Personen.
Ethnisch betrachtet setzte sich die Bevölkerung zusammen aus 95,1 Prozent Weißen, 0,5 Prozent Afroamerikanern, 1,4 Prozent amerikanischen Ureinwohnern, 0,4 Prozent Asiaten sowie 0,8 Prozent aus anderen ethnischen Gruppen; 1,7 Prozent stammten von zwei oder mehr Ethnien ab. Unabhängig von der ethnischen Zugehörigkeit waren 2,7 Prozent der Bevölkerung spanischer oder lateinamerikanischer Abstammung.
23,5 Prozent der Bevölkerung waren unter 18 Jahre alt, 57,4 Prozent waren zwischen 18 und 64 und 19,1 Prozent waren 65 Jahre oder älter. 52,1 Prozent der Bevölkerung war weiblich.
Das mittlere jährliche Einkommen eines Haushalts lag bei 38.669 USD. Das Pro-Kopf-Einkommen betrug 19.218 USD. 19,9 Prozent der Einwohner lebten unterhalb der Armutsgrenze.

## Söhne und Töchter der Stadt
- Justin Berg (* 1984), Baseballspieler
- John Bradley (1923–1994), Mitglied der US Navy, Flaggenhisser auf Iwo Jima
- Joe Piskula (* 1984), Eishockeyspieler